# SN 1953A
SN 1953A – supernowa odkryta 16 kwietnia 1953 roku w galaktyce NGC 3561A. W momencie odkrycia miała maksymalną jasność 16,00m.